# Ягодное (Омская область)
Ягодное — деревня в Азовском немецком национальном районе Омской области России. Входит в состав Азовского сельского поселения.
Население — 196 человек (2021).
Основано как отделение совхоза «Сосновский» в 1930 году.

## Физико-географическая характеристика
Деревня находится в пределах лесостепной зоны Ишимской равнины, являющейся частью Западно-Сибирской равнины, на высоте около 108 метров над уровнем моря. Рельеф равнинный. Гидрографическая сеть не развита: реки и озёра в окрестностях населённого пункта отсутствуют. Почвы — чернозёмы обыкновенные языковатые.
Расстояние до районного центра села Азово составляет 14 км, до областного центра города Омск — 59 км.

## История
Основано как отделение совхоза «Сосновский» в 1930 году. В 1940 году деревня передана из Сосновского в Азовский сельский совет. В марте 1957 году Ягодное вошло в состав вновь образованного совхоза «Азовский».
В 1962 году указом Президиума Верховного Совета РСФСР населенный пункт первого отделения Азовского совхоза переименован в село Ягодное.
С 1963 года — в составе Таврического района, с 1992 года — в составе Азовского немецкого национального района.

## Население
| 1979 | 1989 | 2002 | 2006 | 2010 | 2021 |
| ---- | ---- | ---- | ---- | ---- | ---- |
| 258  | ↘142 | ↗254 | ↘245 | ↗254 | ↘196 |

### Гендерный состав
Согласно результатам переписи 2002 года проживало 129 мужчин, 125 женщин.
По данным Всероссийской переписи населения 2010 года в гендерной структуре населения из 254 человек мужчин — 132, женщин — 122 (52,0 и 48,0 % соответственно).

### Национальный состав
Согласно результатам переписи 2002 года, в национальной структуре населения русские составляли 44 %, немцы 41 %от общей численности населения в 254 чел..

## Инфраструктура
Основа экономики — сельское хозяйство.

## Транспорт
Деревня доступна автотранспортом.